# Đệ tứ quyền
Đệ tứ quyền, hay quyền lực thứ tư là một thuật ngữ không chính thức để chỉ Truyền thông đại chúng như báo chí và truyền thanh. Đệ tứ quyền có nghĩa là trong hệ thống chính trị phân chia quyền lực, bên cạnh hành pháp, lập pháp và tư pháp, còn có quyền lực thứ tư. Giới truyền thông, mặc dù không có quyền lực riêng của họ để thay đổi chính sách hoặc để trừng phạt lạm dụng quyền lực, nhưng qua việc tường thuật và tranh luận công khai có thể gây nhiều ảnh hưởng đến các quy trình chính trị.

## Lịch sử thuật ngữ
Thuật ngữ này này ban đầu được áp dụng cho báo chí,. Thomas Carlyle mô tả trong cuốn sách của ông On Heroes and Hero Worship (Về các anh hùng và việc sùng bái anh hùng): "Burke nói rằng có ba đẳng cấp tại Quốc hội, nhưng, trong phòng Phóng viên, có ngồi một đẳng cấp thứ tư quan trọng hơn nhiều so với tất cả ". Trong lúc Burke 1787 sử dụng thuật ngữ này, ông nói về 3 đẳng cấp truyền thống của Quốc hội: Lords Spiritual, Lords Temporal và Commons.
Học giả Pháp, Alexis de Tocqueville, trong tác phẩm De la démocratie en Amérique (1833), xác định bốn quyền lực như sau:
- 1. Quyền lực trung ương (pouvoir fédéral, cấp liên bang), với sự phân nhiệm thành quyền lập pháp, quyền hành pháp và quyền tư pháp;
- 2. Quyền lực địa phương (pouvoirs fédérées, cấp tiểu bang);
- 3. Quyền lực vận động hành lang (lobbies, tranh thủ lá phiếu);
- 4. Quyền lực của báo chí, truyền thông (presse).

## Ảnh hưởng của quan hệ công chúng
Thường thì báo chí hay các phương tiện truyền thông trong các chế độ dân chủ được xem là đại diện của nhân dân, cơ quan ngôn luận chính danh của việc hình thành quan điểm và ý chí chính trị. Trên thực tế, tuy nhiên, có nhiều phe nhóm đầy quyền lực (ví dụ như các chính phủ, các công ty lớn, các đảng phái) qua các mối quan hệ công chúng chuyên nghiệp gây ảnh hưởng thường xuyên nhiều hay ít đến các bài tường thuật. Những kinh nghiệm đó đưa đến sự mất lòng tin rộng rãi về "quyền lực thứ tư", được phản ảnh trong thảo luận quần chúng (thí dụ sự phân biệt giữa "dư luận" và "ý kiến công bố") cũng như trong rất nhiều tựa sách (Die manipulierte Öffentlichkeit (Quần chúng bị lừa đảo) , Manufacturing Consent (Đồng lòng sản xuất) ). Thuật ngữ "quyền lực thứ tư" được sử dụng trong bối cảnh này tố cáo một hiện thực hiến pháp tiêu cực, một sự sai lệch khỏi lý thuyết hiến pháp.
Siegfried Weischenberg phê phán, công vụ để thực hiện vai trò báo chí theo đúng ý nghĩa của pháp luật, "bây giờ phải dùng kính lúp để tìm kiếm": "Trong toàn bộ báo chí ngày càng ít đi vai trò nhà phê bình. Cuộc khủng hoảng của báo chí [...] đặc biệt chứng minh đây là cuộc khủng hoảng chức năng phê phán của nó; nó sẽ trở nên lỗi thời khi khoảng cách mất đi và sự liên quan cũng vậy. Đây là truyền thống báo chí xe cộ và báo chí du lịch cũng như một phần của báo chí kinh tế. "Các nhà báo để giữ công việc mà tình trạng khan hiếm ngày càng tăng, vì số lượng người xem (theo thị hiếu) và phụ thuộc quảng cáo, có khuynh hướng định hướng như trong quan hệ công chúng, nhắm vào dòng chính. Báo chí của chuyên gia độc lập và của người dân là báo chí có nhiều tính phê phán hơn.

## Đệ ngũ quyền
Đệ ngũ quyền được cho là những phương tiện truyền thông mới qua Internet như blog, mạng xã hội như Facebook, Twitter và Youtube. Lợi điểm của nó, thứ nhất, là không bị giới hạn về không gian (tính toàn cầu, có thể đọc được ở mọi nơi) và thời gian (cả bài vở rất cũ cũng dễ tìm ra để đọc). Thứ hai, một cá nhân nào đó cũng có thể tham gia, lập một trang mạng hoặc blog, hoặc trang Facebook, tài khoản Twitter. Do mang tính cá nhân, các trang mạng hoặc blog có thể có thông tin chưa được kiểm tra đầy đủ hay một số ý tưởng hay cách diễn đạt chưa được biên tập kỹ lưỡng. Nhưng bù lại, chúng được tự do và độc lập, không bị áp lực của cả chính trị lẫn kinh tế. Chức năng chính của đệ ngũ quyền, trước hết, là kiểm soát và bổ sung cho đệ tứ quyền. Nó lên tiếng ở những nơi đệ tứ quyền im lặng. Nó cải chính những sai sót mà đệ tứ quyền vấp phải.